# Uromyces fragilipes
Uromyces fragilipes ist eine Ständerpilzart aus der Ordnung der Rostpilze (Pucciniales). Der Pilz ist ein Endoparasit von Liliengewächsen sowie von verschiedenen Süßgräsern. Symptome des Befalls durch die Art sind Rostflecken und Pusteln auf den Blattoberflächen der Wirtspflanzen. Sie ist holarktisch verbreitet.

## Merkmale

### Makroskopische Merkmale
Uromyces fragilipes ist mit bloßem Auge nur anhand der auf der Oberfläche des Wirtes hervortretenden Sporenlager zu erkennen. Sie wachsen in Nestern, die als gelbliche bis braune Flecken und Pusteln auf den Blattoberflächen erscheinen.

### Mikroskopische Merkmale
Das Myzel von Uromyces fragilipes wächst wie bei allen Uromyces-Arten interzellulär und bildet Saugfäden, die in das Speichergewebe des Wirtes wachsen. Die Aecien der Art und ihre Sporen sind bislang unbeschrieben. Die gelben Uredien des Pilzes wachsen meist oberseitig auf den Wirtsblättern. Ihre hell goldenen bis farblosen Uredosporen sind 24–32 × 22–28 µm groß, eiförmig bis breitellipsoid und stachelwarzig. Die beidseitig wachsenden Telien der Art sind schokoladenbraun, pulverig und locker bedeckt oder offenliegend. Die braunen Teliosporen sind einzellig, meist eckig eiförmig bis ellipsoid und 24–30 × 20–25 µm groß. Ihre Stiele sind farblos bis bräunlich und bis zu 50 µm lang.

## Verbreitung
Das bekannte Verbreitungsgebiet von Uromyces fragilipes umfasst die gemäßigte Holarktis von Frankreich bis in die westlichen USA.

## Ökologie
Die Wirtspflanzen von Uromyces fragilipes sind für den Haplonten Liliengewächse (Liliaceae spp.) sowie diverse Agropyron-, Deschampsia-, Hordeum- und Vulpia-Arten und Roggen (Secale cereale) für den Dikaryonten. Der Pilz ernährt sich von den im Speichergewebe der Pflanzen vorhandenen Nährstoffen, seine Sporenlager brechen später durch die Blattoberfläche und setzen Sporen frei. Die Art durchläuft einen Entwicklungszyklus mit Spermogonien, Aecien, Telien und Uredien und vollzieht einen Wirtswechsel.